# Xiphochaeta reducta
Xiphochaeta reducta là một loài ruồi trong họ Tachinidae.